# 新日本様式
新日本様式（しんにほんようしき、英: Japanesque Modern）は、新日本様式協議会が提唱する日本の伝統と先端技術を融合させた「日本らしさ」を持つ新しい日本の様式への試みである。2006年、経済産業省「新日本様式」ブランド推進懇談会報告書に基づいて創設された。

## 概要
定義は、以下の3つがキーワードとなっている。
1. たくみのこころ - 素材を自然の命として尊び、引き継がれた知恵や技を大切にしつつ、常に新しい技術や文化を作り出す。
2. もてなしのこころ- 異質な考えや新しいものを尊重しながら、自己を確立し、多様性と調和を重んじる。
3. ふるまいのこころ - 全体への責任意識をもちながら、個性を磨き、気品と気概のある生き方を求める。

これらを日本人の心に宿るすぐれた美意識や深い精神文化と最先端のテクノロジーを組み合わせて、オリジナリティの強い国際競争力をもつ日本ならではのものやコンテンツを再提言すること、あるいはその基準による各種製品群または有形・無形の「コト」を生み出すことを目的とした。
この定義をより具体的に発信するために、同協会では「新日本様式」の基本理念にかなった既に製品となっている商品・コンテンツ等を「新日本様式」100選として評価・選定しており、選定された商品には「Jマーク」が認証ロゴとして付与された。初年度の2006年度には、254件の候補の中から53点が選定され、10月30日に発表された。以降も点数にこだわらずに「新日本様式」の理念に沿った商品を選定した。
新日本様式協議会は2006年1月～2009年3月までの時限的なものとして、現在は活動を休止している。

## 「新日本様式」100選
1. Silent Violin SV-120（ヤマハ）
2. プラズマテレビ ビエラPZ600シリーズ（松下電器産業〔現：パナソニック〕）
3. uni 硬筆書写用鉛筆 六角・三角/4B・6B（三菱鉛筆）
4. Re-mix Japan/美濃和紙織物（クレール株式会社/株式会社ゼロファーストデザイン）
5. HomeArchi（松下電工〔現：パナソニック電工〕）
6. リフレッシュレット（王子ネピア）
7. ロールスクリーン 竹スダレシリーズ（立川ブラインド工業）
8. SATIS D-318SU（INAX）
9. 携帯電話機 アクオスケータイ 905SH（ソフトバンクモバイル/シャープ）
10. IXY digital 80（キヤノン）
11. ウォーターオーブン ヘルシオ AX-HC2-S/R（シャープ）
12. PRIUS（トヨタ自動車）
13. サントリー緑茶 「伊右衛門」 500mlペットボトル（サントリー）
14. 日本橋再生計画（三井不動産）
15. 液晶カラーテレビ アクオス LC-65GE1（シャープ）
16. ±0（ブラスマイナスゼロ）シリーズ（プラマイゼロ）
17. セルフネン不燃木材（アサノ不燃木材）
18. ファイナルファンタジーXII（スクウェア・エニックス）
19. 折形半紙1/2（折形デザイン研究所）
20. クラスJ（日本航空）
21. 30人が創り出す現代のFUROSHIKI（クリエイションギャラリーG8（リクルート））
22. 北条鉄道 ボランティア駅長（北条鉄道）
23. PPP.Magnet（トコロ柄マグネット）（野老朝雄 tokolo.com）
24. ジオパワーシステム「地熱の家」（ジオパワーシステム）
25. 全面ガラスシャッター「フルグラス」（文化シヤッター）
26. メガスターII（大平技研 大平貴之）
27. 再生の器・Re-食器（グリーンライフ21・プロジェクト）
28. 季節ごとに色が変わるおみくじ（太宰府天満宮）
29. スズ竹市場かご（竹虎（株）山岸竹材店）
30. ニンテンドーDS Lite（任天堂）
31. ドラム式洗濯乾燥機 AQUA AWD-AQ1（三洋電機）
32. アウラコレクション（アウラ）
33. ウインドーラジエーター W/R-1219（森永エンジニアリング）
34. Suicaシステム（東日本旅客鉄道）
35. ナノパス33（テルモ/岡野工業）
36. ASIMO（本田技研工業）
37. システムバスルーム i-U（イーユ） Hot Waterスタイル（パナソニック電工）
38. カップヌードル（日清食品）
39. エコカラット（INAX）
40. ミウラ折り（オルパ）
41. 加熱機能付き容器「ナルホット」（双日プラネット/フクビ化学工業）
42. 使い捨てカイロ（日本カイロ工業会）
43. こよりコンテナ（studio GALA）
44. しゃべる!DSお料理ナビ（任天堂）
45. 電動ハイブリッド自転車 ヤマハ「PAS」シリーズ（ヤマハ発動機）
46. GLOBAL Gシリーズ（吉田金属工業）
47. 平茶わん（白山陶器）
48. ウォシュレット（TOTO）
49. パゴン 京友禅アロハシャツ&カットソー（亀田富染工場）
50. ミニ耕うん機（本田技研工業）
51. 光の館（まちづくり川西）
52. 天空の森（ベイシック）
53. ハイヒル マテリアルプレート（ハイヒル）
54. 鉛筆 uni（三菱鉛筆）
55. まんだら（平和紙業）
56. 彩花盆栽（山田香織（清香園））
57. シネマ歌舞伎（松竹）
58. TASAKI「瀑布（BAKUFU）」（田崎真珠）
59. 耐力壁ガラスウォール（アキュラホーム）
60. LEXUS LS600h / LS600hL（トヨタ自動車）
61. スマート・シールド・システム（タケヒロ）
62. 消しゴム「カドケシ」（コクヨ）
63. 東京国立博物館・法隆寺宝物館（東京国立博物館）
64. AV機器システム（ビエラにリンク!）（パナソニック）
65. デジタルハイビジョンビデオカメラシリーズ Panasonic HDC-SD5/SD7（パナソニック）
66. Let's noteシリーズ（CF-R6,R7,T7,W7,Y7）（パナソニック）
67. サントリー美術館（サントリー）
68. 縅錣® Odoshi-Shikoro（アウラ）
69. 文化財保存修復の地場産業化プロジェクト（木曽漆器工業協同組合）
70. JAPANの香りトイレットロール（王子ネピア）
71. FMV-BIBLO LOOX U SERIES（富士通）
72. ミューチップ（日立製作所）
73. デジタル一眼レフレックスAF・AEカメラCanon EOS-1D MarkIII（キヤノン）
74. 温水洗浄一体型便器「アラウーノ」CH1001WS他29品番（パナソニック電工）
75. Bright Face（ブライトフェイス）SLD2000E/SLW1502E（パナソニック電工）
76. くらし安心ホームシステム ライフィニティ（パナソニック電工）
77. MFORCE NNN20605～20608（パナソニック電工）
78. 乗馬フィットネス機器「JOBA（ジョーバ）」EU7800-C,EU7700-K（パナソニック電工）
79. 京都撮影所プロジェクト（コロムビアミュージックエンタテインメント）
80. 発熱ガラス「発熱ガラス+屏風」（町田ひろ子アカデミー）
81. 和風照明「古都里-KOTORI-」（日吉屋）
82. デスクスタンド　AOYA washi lampシリーズ"Toh" "San"（谷口和紙）
83. セイコーパワーデザインプロジェクト「アナログ電波掛時計」（セイコークロック）
84. N4 TYPE-ONE（ノリタケカンパニーリミテド）
85. 薄膜太陽電池・LED一体型モジュール　ルミウォールLN-H1W（シャープ）
86. （株）角川学芸出版「角川俳句大歳時記 全五巻」（角川グループホールディングス）
87. 本絹シケ織壁紙 / SEXY SILKWALL（リリカラ）
88. 桐格子壁紙（リリカラ）
89. 資生堂ツバキ（資生堂）
90. 砂付着防止素材「サンドプルーフ」（東レ）
91. クリーニングクロス「トレシー」（東レ）
92. エコウォーク（日本エコウォーク環境貢献推進機構）
93. 工芸都市高岡クラフトコンペティション（工芸都市高岡クラフトコンペ実行委員会）
94. 静岡発！ランデヴープロジェクト（静岡市産学交流センター）
95. 新日本軍手（カクタスデザイン）
96. ヒートポンプななめドラム洗濯乾燥機　National NA-VR2200L/VR2200R（パナソニック）
97. 佐渡の能（佐渡の能を識る会）
98. 本社屋 ニコラス・G・ハイエックセンター（スウォッチ グループ ジャパン）
99. ベクシル ‐2077日本鎖国‐（「ベクシル」製作委員会）
100. （株）角川書店劇場用アニメーション「時をかける少女」（角川グループホールディングス）
101. Genius Party（STUDIO 4℃）
102. イザ!カエルキャラバン!（特定非営利活動法人プラス・アーツ）
103. エコキュート（東京電力）
104. N700系新幹線車両（東海旅客鉄道/西日本旅客鉄道）
105. 人工血管（テルモ/セーレン）
106. 光触媒技術ハイドロテクト（TOTO）
107. 大洲城復元プロジェクト（間組）
108. お茶入りダンボール（伊藤園/レンゴー）
109. METAPHYS hono（メタフィスホノオ）（METAPHYS/シルバー精工）
110. 充電式ニッケル水素電池「eneloop」（三洋電機）
111. paper made paper knife（安達紙器工業/ザートデザイン）
112. ルミネッセンス マキシマムホワイト（竹尾）
113. スターフライヤー（スターフライヤー）
114. ガンダムプラモデル ザクシリーズ（バンダイ）
115. 輪島キリモト「漆の蒔地シリーズ」（輪島キリモト/桐本木工所）
116. アニマルラバーバンド（+d アッシュコンセプト）

2006年度の53点に加えて2007年度は63点が選定されており、合計116点となっている。